# Stazione di Saint-Gervais-les-Bains-Le Fayet
La stazione di Saint-Gervais-les-Bains-Le Fayet è una stazione ferroviaria dell'Alta Savoia, in Francia, sita a Le Fayet, nel comune di Saint-Gervais-les-Bains.

## Storia
Dopo la realizzazione degli assi ferroviari fondamentali della Francia, alla fine del XIX secolo venne sviluppato un programma di realizzazione di collegamenti secondari denominato Plan Freycinet. Le Fayet divenne, nel 1898 in base ad esso, il terminale della linea proveniente da La Roche-sur-Foron; la linea fu realizzata e gestita dalla Compagnia Paris-Lyon-Méditerranée (PLM).
Da Fayet furono realizzate due ulteriori linee che si addentravano profondamente nelle vallate alpine raggiungendo quote elevate: la Saint-Gervais - Vallorcine, a scartamento metrico (gestita anch'essa dalla PLM), che venne aperta all'esercizio nel 1901 e serviva la vallata fino a Chamonix, Vallorcine e alla frontiera Svizzera e il cosiddetto tramway du Mont-Blanc (TMB), una ferrovia turistica a cremagliera per raggiungere il Glacier de Bionnassay e il cosiddetto Nid d'Aigle, il cui primo tratto venne aperto nel 1909.
La stazione ha sempre rivestito un ruolo strategico perché sede di deposito locomotive ed officine di riparazione ferroviarie.
La sua importanza permane in quanto punto di interscambio di tre linee e porta turistica per il Monte Bianco.